# Big Stone County
Big Stone County is een county in de Amerikaanse staat Minnesota.
De county heeft een landoppervlakte van 1.287 km² en telt 5.820 inwoners (volkstelling 2000). De hoofdplaats is Ortonville.